# Chiesa di San Giacomo Apostolo (Spino d'Adda)
La chiesa di San Giacomo Apostolo è la parrocchiale di Spino d'Adda, in provincia di Cremona e diocesi di Lodi; fa parte del vicariato di Paullo-Spino d'Adda.

## Storia
La prima citazione della chiesa di Spino risale al 1155; nel 1192 viene nominata come pieve.
Da un documento del 1261 riportante lo stato della diocesi laudense, solo parzialmente leggibile, risulta che la pieve aveva giurisdizione sulle chiese di San Pietro (?), Santissima Trinità di Gardella, San Bassiano di Gardella, San Giuliano in Bosco (?), Nosadello, Salexeto (?), Fracchia e Portadore.

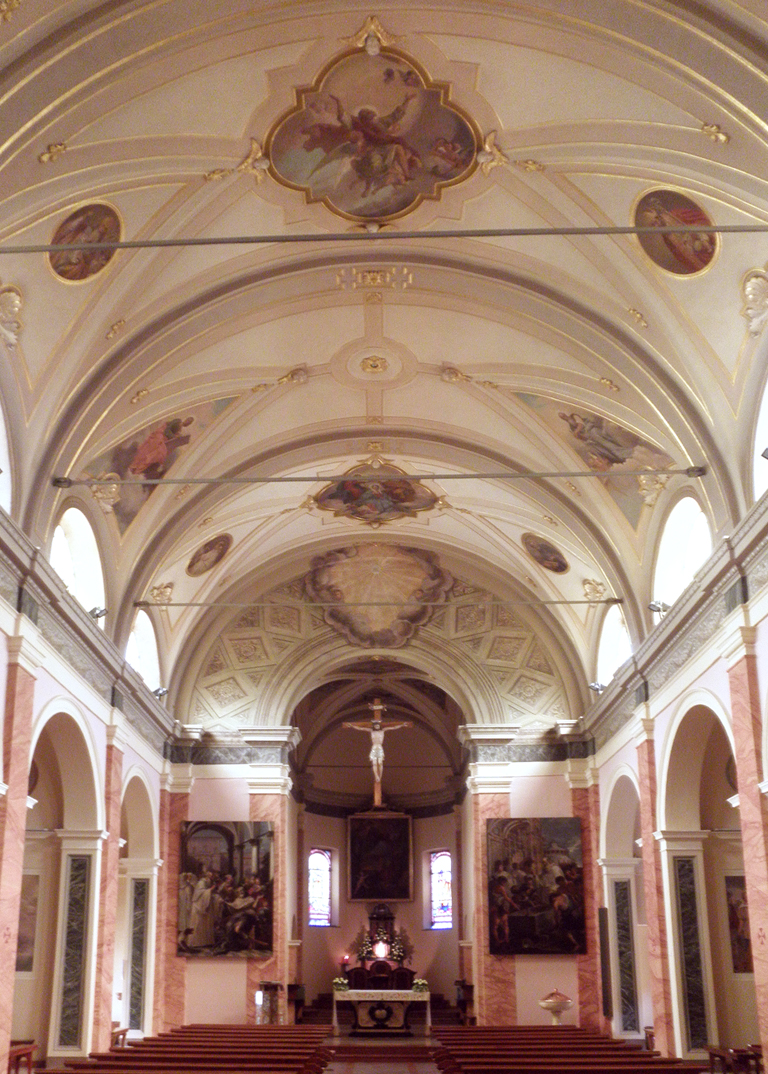
L'interno

Nel XV secolo la circoscrizione plebana di Spino venne soppressa e la chiesa fu ridotta a semplice parrocchiale; nel Cinquecento la chiesa venne riedificata, per poi venir consacrata nel 1630 dal vescovo Clemente Gera.
Nella Descriptio del 1619 si legge che nella chiesa, inserita nel vicariato di Nosadello, avevano sede le confraternite della Dottrina Cristiana, del Rosario e del Santissimo Sacramento, che il clero a servizio della cura d'anime era composto da un arciprete e da due canonici, che i fedeli ammontavano a 588 e che entro i confini parrocchiali sorgevano pure oratori di Santa Maria del Bosco e di San Rocco; nel 1645 il vescovo Giuseppe Gallarati, compiendo la sua visita pastorale, annotò che all'interno della chiesa vi erano due tombe, una delle quali riservata ai membri della famiglia Landriani.
Grazie ad un documento datato 1685 si conosce che allora la facciata aveva tre portali, sopra il maggiore de' quali v'era un dipinto avente come soggetto San Giacomo il Maggiore e che l'interno ospitava tre altari, ovvero quello maggiore e quelli laterali della Beata Vergine del Rosario e di san Glicerio.
Il 21 marzo 1697 venne concesso alla chiesa di dotarsi di un organo, come era stato chiesto cinque giorni prima dal parroco don Antonio Jonaro, e nel 1738 l'altare di San Glicerio venne ridedicato a San Giacomo Maggiore; nella seconda metà del XVIII secolo venne edificato il nuovo presbiterio di maggiori dimensioni.
Nel XIX secolo la chiesa divenne sede di un nuovo vicariato, che andò a comprendere anche le parrocchie di Boffalora d'Adda, Gradella e Nosadello.
Nel 1889 si decise di ricostruire la chiesa e il nobile Alessandro Zineroni Casati stanziò dei fondi per i lavori; nel 1899 venne redatto il progetto e nel 1900 iniziò il rifacimento.

## Descrizione
La facciata della chiesa, intonacata, è suddivisa da una cornice marcapiano in due registri, entrambi tripartiti da quattro lesene; nell'ordine inferiore s'apre il portale d'ingresso, mentre quello superiore, caratterizzato da tre nicchie contenenti altrettante statue e da una finestra oppilata, è coronato da tre timpani.
L'interno si compone di una sola navata, sulla quale si affacciano le cappelle laterali, a dividere le quali sono delle lesene, sorreggenti la cornice sopra la quale si imposta la volta che copre l'aula.